# 乳菀属
乳菀属（学名：Galatella）是菊科下的一个属，为草本植物。该属共有40种，分布于亚洲和欧洲。